# Michaela Herlbauer
Michaela Herlbauer (* 17. Oktober 1986 in Linz als Michaela Reichör) ist eine ehemalige österreichische Triathletin. Sie ist Staatsmeisterin auf der Triathlon-Langdistanz (2016) und Mitteldistanz (2014). Herlbauer wird in der Bestenliste österreichischer Triathletinnen auf der Ironman-Distanz geführt.

## Werdegang
Michaela Reichör wechselte als 14-Jährige vom Schwimmsport zum Triathlon. Von 2008 bis Ende 2011 musste sie aus gesundheitlichen Gründen pausieren. Michaela Herlbauer ist seit 2011 verheiratet mit dem Salzburger Triathleten Daniel Herlbauer. Sie lebt in Hallein.
Sie startete auf der olympischen Distanz (1,5 km Schwimmen, 40 km Radfahren und 10 km Laufen) sowie bei Triathlon-Bewerben über die Mitteldistanz. 2014 ging sie auch erstmals auf der Langdistanz an den Start.

### Staatsmeisterin Triathlon-Mitteldistanz 2014
Bei der Challenge Walchsee-Kaiserwinkl wurde sie im August 2014 Österreichische Staatsmeisterin auf der Triathlon-Mitteldistanz (1,9 km Schwimmen, 90 km Radfahren und 21,1 km Laufen). Im September wurde sie auf der Langdistanz Dritte bei der Erstaustragung der Challenge Weymouth.

### Staatsmeisterin Triathlon-Langdistanz 2016
Im Juni 2016 wurde sie bei ihrem fünften Start auf der Langdistanz Zweite beim Ironman Austria und sie sicherte sich als schnellste Österreicherin den Titel bei der Staatsmeisterschaft auf der Langdistanz. Beim Ironman Hawaii belegte sie im Oktober als beste Österreicherin den 18. Rang.
Sie wird trainiert vom Engländer Alun Woodward. Sie startet für den Verein Tri Team Hallein. Im April 2017 wurde sie Zweite beim Ironman 70.3 Texas und drei Wochen später auch Zweite beim Ironman Texas. Im Juli belegte sie in Frankfurt bei den Ironman European Championships als beste Österreicherin den fünften Rang.

Damit konnte sie sich als einzige österreichische Profi-Athletin für einen Startplatz beim Ironman Hawaii 2017 qualifizieren. Sie belegte hier im Oktober trotz eines gebrochenen Fußes den 19. Rang. Nach ihrer Fußverletzung kündigte sie einen Start beim Ironman 70.3 St. George im Mai 2018 an.
Im Oktober 2018 wurde sie mit ihrer Zeit von 8:45:29 Stunden Zweite beim Ironman Louisville – das Rennen musste über eine verkürzte Schwimmdistanz ausgetragen werden. 2019 pausierte sie und erklärte, ihr erstes Kind zu erwarten. Seit Ende August 2019 ist sie Mutter einer Tochter. Michaela Herlbauer ist heute mit ihrem Mann  als Coach tätig.

## Sportliche Erfolge
| Datum/Jahr    | Rang | Wettbewerb                                       | Austragungsort   | Zeit        | Bemerkung                                                                                            |
| ------------- | ---- | ------------------------------------------------ | ---------------- | ----------- | --- |
| 24. Juni 2018 | 1    | Chiemsee Triathlon                               | Chiemsee         | 04:11:02    | Siegerin auf der Mitteldistanz                                                                       |
| 2. Juni 2018  | 1    | Linz-Triathlon                                   | Linz             |             | Siegerin auf der Kurzdistanz                                                                         |
| 5. Mai 2018   |      | Ironman 70.3 St. George                          | St. George       |             | North American Championships                                                                         |
| 2. Sep. 2017  | 3    | Ironman 70.3 Lanzarote                           | Lanzarote        | 04:29:12    | |
| 11. Juni 2017 | 1    | Keszthely Triathlon                              | Keszthely        | 04:19:00    | Siegerin auf der Mitteldistanz                                                                       |
| 2. Apr. 2017  | 2    | Ironman 70.3 Texas                               | Galveston Island | 04:18:00    | Zweite hinter Kimberley Morrison                                                                     |
| 28. Mai 2016  | 1    | Linz-Triathlon                                   | Linz             | 04:35:58    | Siegerin auf der Mitteldistanz vor der Deutschen Jenny Schulz                                        |
| 7. Mai 2016   | 9    | Ironman 70.3 Mallorca                            | Alcúdia          | 04:46:35    | |
| 25. Okt. 2015 | 3    | Ironman 70.3 Miami                               | Miami            | 04:19:41    | |
| 5. Sep. 2015  | 2    | Trans Vorarlberg Triathlon                       | Bregenz          |             | Zweite hinter der Vorarlbergerin Bianca Steurer                                                      |
| 21. März 2015 | 1    | Tri122 Lanzarote                                 | Teguise          | 04:38:51    | 2 km Schwimmen, 100 km Radfahren und 20 km Laufen                                                    |
| 26. Okt. 2014 | 2    | Challenge Sardinien                              | Forte Village    | 04:31:05,90 | Zweite auf der Halbdistanz hinter der Irin Eimear Mullan                                             |
| 31. Aug. 2014 | 1    | ÖTRV Staatsmeisterschaft Triathlon Mitteldistanz | Walchsee         | 04:28:20    | Staatsmeisterin als beste Österreicherin mit dem dritten Rang bei der Challenge Walchsee-Kaiserwinkl |
| 24. Aug. 2014 | 1    | Mondseeland Triathlon                            | Mondsee          |             | [ 7 ]                                                                                                |
| 9. Aug. 2014  | 1    | Waldviertler Eisenmann                           | Litschau         |             | Siegerin auf der Mitteldistanz                                                                       |
| 25. Mai 2014  | 6    | Ironman 70.3 Austria                             | St. Pölten       | 04:26:33    | |
| 5. Okt. 2013  | 6    | Ironman 70.3 Lanzarote                           | Lanzarote        | 04:48:46    | |
| 1. Sep. 2013  | 6    | Ironman 70.3 Salzburg                            | Zell am See      |             | |
| 21. Juli 2013 | 1    | Trumer Triathlon                                 | Obertrum am See  |             | Siegerin auf der Mitteldistanz bei der vierten Austragung                                            |
| 23. Juni 2013 | 1    | Erdiger Stadttriathlon                           | Erding           | 02:12:06    | Siegerin bei der 20. Austragung                                                                      |
| 9. Juni 2013  | 3    | Ironman 70.3 Italy                               | Pescara          |             | [ 9 ]                                                                                                |
| 28. Juli 2012 | 1    | Triathlon Zell am See                            | Zell am See      | 02:14:52    | [ 10 ]                                                                                               |
| 2012          | 1    | Salzburgerland Triathlon                         | Kuchl            | 02:10:26    | [ 11 ]                                                                                               |
| 15. Aug. 2007 | 1    | Ausee Triathlon                                  | Blindenmarkt     | 01:06:48    | 700 m Schwimmen, 20 km Radfahren und 5,1 km Laufen                                                   |

| Datum/Jahr    | Rang | Wettbewerb                                     | Austragungsort    | Zeit     | Bemerkung |
| ------------- | ---- | ---------------------------------------------- | ----------------- | -------- | --- |
| 14. Okt. 2018 | 2    | Ironman Louisville                             | Louisville        | 08:45:29 | verkürzte Schwimmdistanz                                                                                                  |
| 14. Okt. 2017 | 19   | Ironman Hawaii                                 | Hawaii            | 09:40:46 | als einzige Profi-Athletin aus Österreich qualifiziert; beendete das Rennen mit gebrochenem Fuß                           |
| 9. Juli 2017  | 5    | Ironman Germany                                | Frankfurt am Main | 09:05:09 | Ironman European Championships                                                                                            |
| 2. Juli 2017  | DNF  | Ironman Austria                                | Klagenfurt        | –        | Rennabbruch |
| 22. Apr. 2017 | 2    | Ironman Texas                                  | The Woodlands     | 08:59:31 | |
| 8. Okt. 2016  | 18   | Ironman Hawaii                                 | Hawaii            | 09:44:36 | |
| 24. Juli 2016 | 3    | Ironman Switzerland                            | Zürich            | 09:28:12 | |
| 26. Juni 2016 | 1    | ÖTRV Staatsmeisterschaft Triathlon Langdistanz | Klagenfurt        | 08:57:23 | als Zweite beim Ironman Austria hinter der Australierin Mirinda Carfrae mit persönlicher Bestzeit auf der Ironman-Distanz |
| 23. Mai 2015  | 2    | Ironman Lanzarote                              | Puerto del Carmen | 10:13:49 | als schnellste Schwimmerin Zweite im Ziel – hinter der Deutschen Diana Riesler                                            |
| 14. Sep. 2014 | 3    | Challenge Weymouth                             | Weymouth          | 09:01:14 | Schwimmdistanz musste witterungsbedingt verkürzt werden auf 1,9 km                                                        |
| 29. Juni 2014 | 5    | Ironman Austria                                | Klagenfurt        | 08:59:57 | erster Ironman-Start |

(DNF – Did Not Finish)